# Mesochorus coronatus
Mesochorus coronatus är en stekelart som beskrevs av Dasch 1971. Mesochorus coronatus ingår i släktet Mesochorus och familjen brokparasitsteklar. Inga underarter finns listade i Catalogue of Life.